# Zwartborstspecht
De zwartborstspecht (Celeus torquatus) is een vogel uit de familie Picidae (spechten).

## Verspreiding en leefgebied
Deze soort komt voor in het Amazonebekken en zuidoostelijk Brazilië en telt drie ondersoorten:
- C. t. torquatus: oostelijk Venezuela, de Guyana's en noordoostelijk Brazilië.
- C. t. occidentalis: zuidoostelijk Colombia, Amazonisch Brazilië en noordelijk Bolivia.
- C. t. tinnunculus: oostelijk Brazilië.

## Status
De grootte van de populatie is niet gekwantificeerd maar de soort wordt omschreven als zeldzaam. Op de Rode lijst van de IUCN heeft deze soort de status gevoelig.